# Bartha Hermina Tollius
Bartha Hermina Tollius (5 de maio de 1780 – 14 de dezembro de 1847) foi um pastelista holandesa.
Nascida em Amsterdã, Tollius foi a filha de Herman Tollius e sua segunda esposa, Johanna Christina Schoorn. A família fugiu da Holanda, com os eventos de 1795 e se estabeleceu na Alemanha. Há três obras conhecidas da pintora, um autorretrato e retratos de seus pais, provavelmente feitas nesse período. Bartha Tollius casou-se com Roelof Gabriel Bennet (1774-1829), um oficial da marinha e cartógrafo, e, mais tarde, publicou Dagboek van onze uitlandigheid, que narra a história de sua família no exílio. Ela morreu em Amsterdã.